# Microcina edgewoodensis
Microcina edgewoodensis is een hooiwagen uit de familie Phalangodidae.